# Precision-Air-Flug 494
Der Precision-Air-Flug 494 (Flugnummer PW494) war ein planmäßiger Passagierflug von Daressalam (Tansania) nach Bukoba (Tansania). Am 6. November 2022 wasserte die ATR 42-500 mit 39 Passagieren und vier Besatzungsmitgliedern bei dem Versuch, auf der Landebahn des Flughafens Bukoba zu landen, im ca. 130 Meter entfernten Victoriasee.

## Flugzeug
Das in den Unfall verwickelte Flugzeug war eine 12 Jahre alte ATR 42 mit der Seriennummer 819, registriert als 5H-PWF. Es wurde im August 2010 an Precision Air verkauft. Das Flugzeug wurde von zwei PW100-Turboprop-Triebwerken von Pratt & Whitney Canada angetrieben.

## Unfall

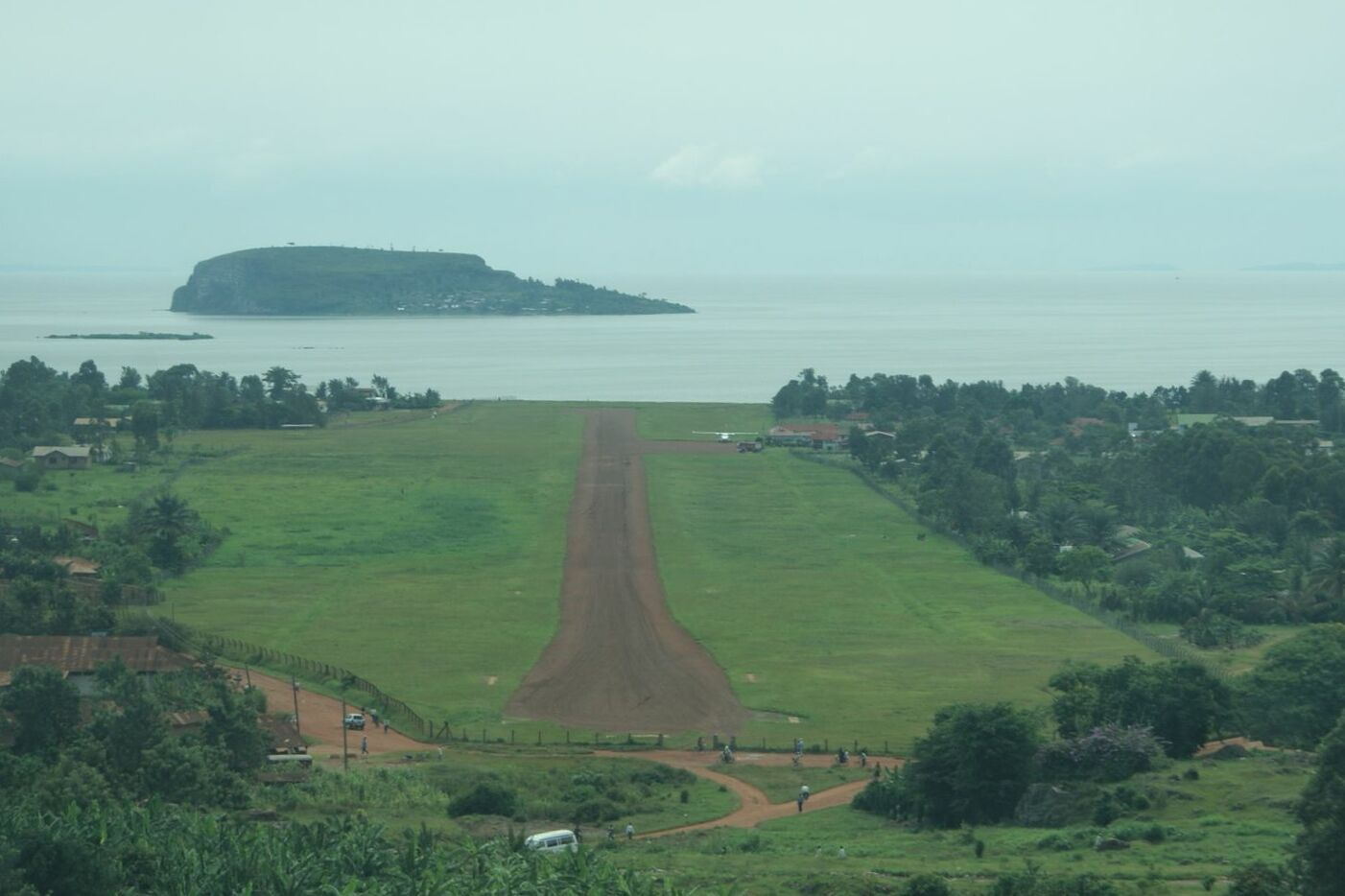
Landebahn des Flughafens Bukoba (2008)

Das Flugzeug startete in Daressalam und flog über Mwanza nach Bukoba. Bei dem Versuch, auf dem Flughafen Bukoba zu landen, kam es zu einer ungewollten Wasserung im Victoriasee; die Maschine kam etwa 130 Meter von der Landebahn entfernt zum Stillstand. Fotos und Videos, die in den sozialen Medien kursierten, zeigten das Flugzeug fast vollständig untergetaucht, wobei nur sein Heck über der Wasserlinie sichtbar war. Von den 43 Menschen an Bord kamen 19 ums Leben, darunter beide Piloten.

## Rettung und Bergung
Nach dem Unfall trafen Rettungskräfte und örtliche Fischer am Unfallort ein und versuchten, die noch im Flugzeug eingeschlossenen Personen zu retten. Laut Albert Chalamila, dem Chefverwalter der Region Kagera in Tansania, standen Rettungskräfte mit den Piloten im Cockpit in Kontakt und versuchten, das Flugzeug mithilfe von Seilen näher an das Ufer des Victoriasees zu ziehen.